# Anopinella aurea
Anopinella aurea là một loài bướm đêm thuộc họ Tortricidae. Loài này có ở Ecuador.